# Agnès Ntamabyaliro Rutagwera
Agnès Ntamabyaliro Rutagwera (sinh 1937) là một chính trị gia người Rwanda có liên quan trong cuộc diệt chủng Rwanda.

## Đời sống
Ntamabyariro sinh năm 1937 và cô có mẹ là người Tutsi và cha là người Hutu. Năm 1994, cô là bộ trưởng tư pháp trong chính phủ lâm thời chịu trách nhiệm cho việc tạo ra cuộc diệt chủng diễn ra ở Rwanda. Bắt đầu vào tháng 4 năm 1994 sau khi tổng thống bị ám sát, đa số người dân tộc Hutu đã cố gắng xử tử những người đồng bào của họ, những người được cho là Tutsi.
Ntamabyariro đặc biệt bị buộc tội sắp xếp cho Jean-Baptiste Habyalimana bị giết. Ông là một quận trưởng của Tutsi đã chống lại nạn diệt chủng. Cô được cho là đã tổ chức vụ giết người của anh ta ngoài việc kích động và lên kế hoạch diệt chủng. Ntamabyariro bị bắt cóc vào ngày 27 tháng 5 năm 1997 từ nhà của cô ở Mufulira, Zambia, bề ngoài bởi dịch vụ nhập cư Zambian. Chính phủ Zambian phủ nhận mọi liên quan, tuy nhiên, và Tổ chức Ân xá Quốc tế nêu lên mối lo ngại về sự an toàn của cô. Cô sau đó được phát hiện trong một nhà tù ở Kigali. Cô sẽ đợi một thập kỷ trước khi bị đưa ra xét xử.
Cô đã bị kết án vào năm 2009 với án tù chung thân của chính phủ Rwandan. Justin Mugenzi và Prosper Mugiraneza cũng có liên quan đến vụ giết người của Habyalimana nhưng họ đã được tha bổng trong tất cả các cáo buộc vào tháng 2 năm 2013.